# Carla Morales
Carla Morales Maldonado (Rancagua, 27 de octubre de 1977) es una asistente social y política chilena. Fue concejala y consejera regional. Ejerce actualmente como diputada por el  Distrito n.º 16, Región de O'Higgins, para el período 2022 al 2026.

## Primeros años de vida
Es hija de Alejandro Pablo Morales Carmona y de Marta del Carmen Maldonado Martínez. Realizó sus estudios de enseñanza media en el Liceo Eduardo Charme de San Fernando, entre los años 1992 y 1995. Posteriormente estudió Trabajo Social.

## Vida pública
Actualmente es militante del partido Renovación Nacional. Inició su carrera política en 2004, cuando se presentó como candidata al concejo municipal de Santa Cruz, como independiente apoyada por la coalición de derecha Alianza por Chile. Resultó electa con 798 votos (5.34%) para el período 2004-2008. Fue reelecta para el período 2008-2012, esta vez como militante de Renovación Nacional, con 1.402 votos (8.88%). En 2012 buscó un tercer período en el municipio de Santa Cruz, no siendo electa.
En 2013 se presentó como candidata a Consejera Regional de O'Higgins, representando a la provincia de Colchagua, logrando acceder al cargo al obtener 7.118 votos (8.84%). En 2017 fue reelecta, consiguiendo 14.281 preferencias (18.31%). El 21 de marzo de 2018 fue electa por sus colegas como presidenta del Consejo Regional de O'Higgins, durante todo el período 2018-2022. Sin embargo, renunció a contar del 12 de agosto de 2020.
El 20 de noviembre del mismo año renunció a su cargo de consejera regional. En 2021 se presentó como candidata a diputada por el 16° Distrito  en las elecciones parlamentarias, como militante de Renovación Nacional en el pacto Chile Podemos Más.
El 21 de noviembre resultó electa Diputada por el 16° Distrito, Región de O'Higgins (Chépica, Chimbarongo, La Estrella, Las Cabras, Litueche, Lolol, Marchihue, Nancagua, Navidad, Palmilla, Paredones, Peralillo, Peumo, Pichidegua, Pichilemu, Placilla, Pumanque, San Fernando, Santa Cruz, San Vicente, en reperesentación del Partido Renovación Nacional, y como parte del pacto Chile Podemos Más, para el periodo 2018-2022. Obtuvo 16.042 votos correspondientes a un 11,85% del total de sufragios válidamente emitidos.